# Lista de cidades irmãs de Maryland
Esta é uma lista de estados, regiões e cidades irmãs do estado estado-unidense de Maryland, ou, na sua forma portuguesa, da Marilândia. Cidades-irmãs, conhecidas na Europa como cidades gêmeas, são cidades que fazem parcerias com outras a fim de promover contato humano e ligações culturais, ainda que esta parceria não esteja limitada somente às cidades e frequentemente inclua países, regiões, estados e outras entidades subnacionais.
Muitas jurisdições de Maryland se juntaram a cidades estrangeiras através da Sister Cities International, uma organização cujo objetivo é "Promover paz através do respeito, entendimento e cooperação". Entretanto, a primeira relação de cidade irmã de Maryland foi entre Salisbury, Maryland e Salisbury, Inglaterra, e predata a Sister Cities International. Cidades irmãs interagem umas com as outras por uma vasta extensão de atividades, desde saúde e educação à negócios e as artes. As parcerias nesta lista variam em quão formalizadas suas relações são. Recentemente, várias cidades de Maryland fizeram parcerias com cidades da Estônia através de um programa desenvolvido pela Guarda Nacional de Maryland após a Estônia ter conseguido sua independência da União Soviética.

## Estados, regiões e cidades irmãs do estado de Maryland

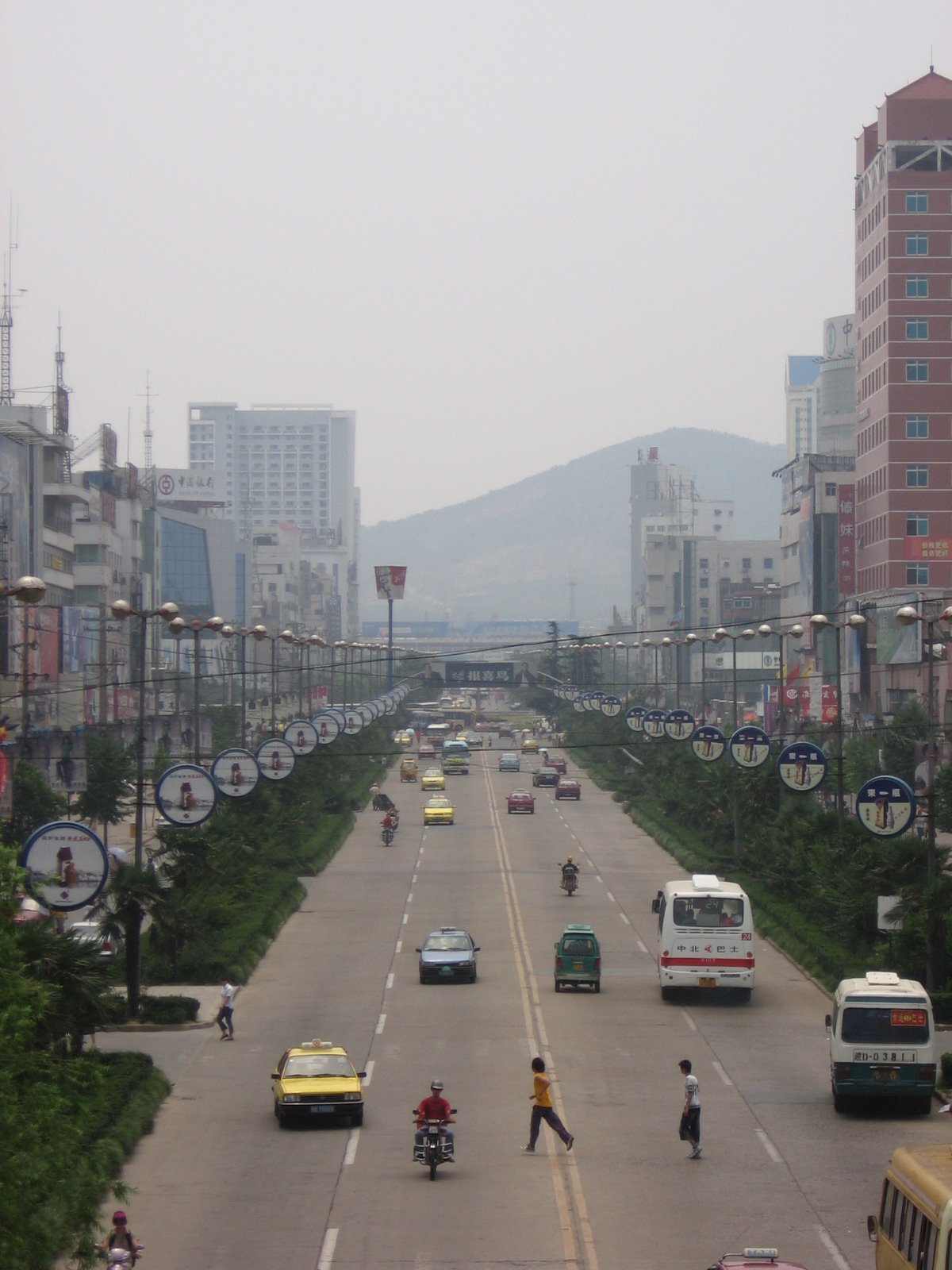
Uma rua principal na cidade de Huainan, no norte da Província de Anhui, uma das regiões irmãs de Maryland.

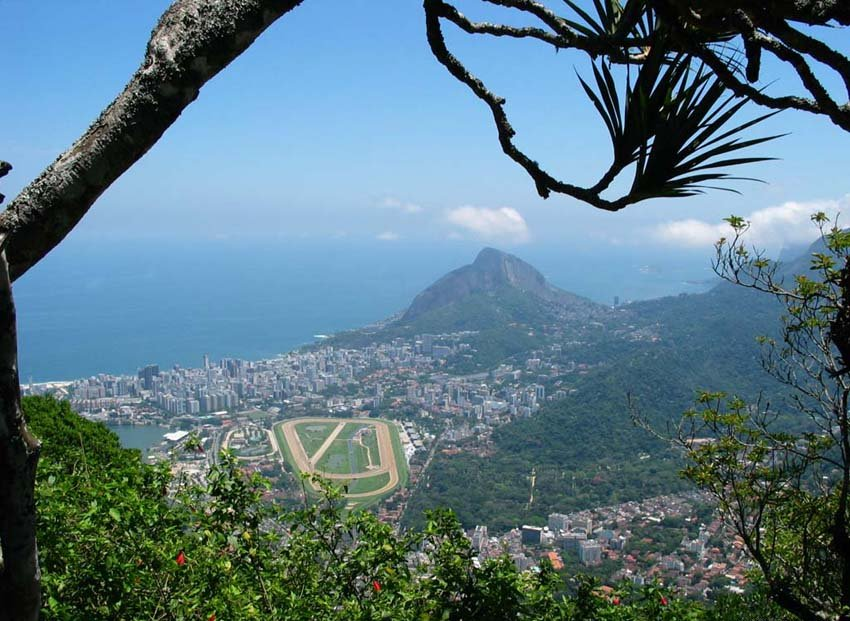
Rio de Janeiro, a capital do estado irmão de Maryland de mesmo nome.

| Jurisdição de Maryland | Estado, região ou cidade irmã | País          | Bandeira      | Desde |
| ---------------------- | ----------------------------- | ------------- | ------------- | ----- |
| Estado de Maryland     | Província de Anhui            | China         | China         | 1980  |
| Estado de Maryland     | Estônia                       | —             | Estónia       | 2003  |
| Estado de Maryland     | Província de Gyeongsangnam-do | Coreia do Sul | Coreia do Sul | 1991  |
| Estado de Maryland     | Estado de Jalisco             | México        | México        | 1993  |
| Estado de Maryland     | Prefeitura de Kanagawa        | Japão         | Japão         | 1981  |
| Estado de Maryland     | Condado de Bong               | Libéria       | Libéria       | 2007  |
| Estado de Maryland     | Condado de Maryland           | Libéria       | Libéria       | 2007  |
| Estado de Maryland     | Voivodia de Łódź              | Polônia       | Polónia       | 1993  |
| Estado de Maryland     | Nord-Pas de Calais            | França        | França        | 1981  |
| Estado de Maryland     | Estado do Rio de Janeiro      | Brasil        | Brasil        | 1999  |
| Estado de Maryland     | São Petersburgo               | Rússia        | Rússia        | 1993  |
| Estado de Maryland     | Região da Valônia             | Bélgica       | Bélgica       | 1989  |

## Cidades irmãs das cidades e condados de Maryland

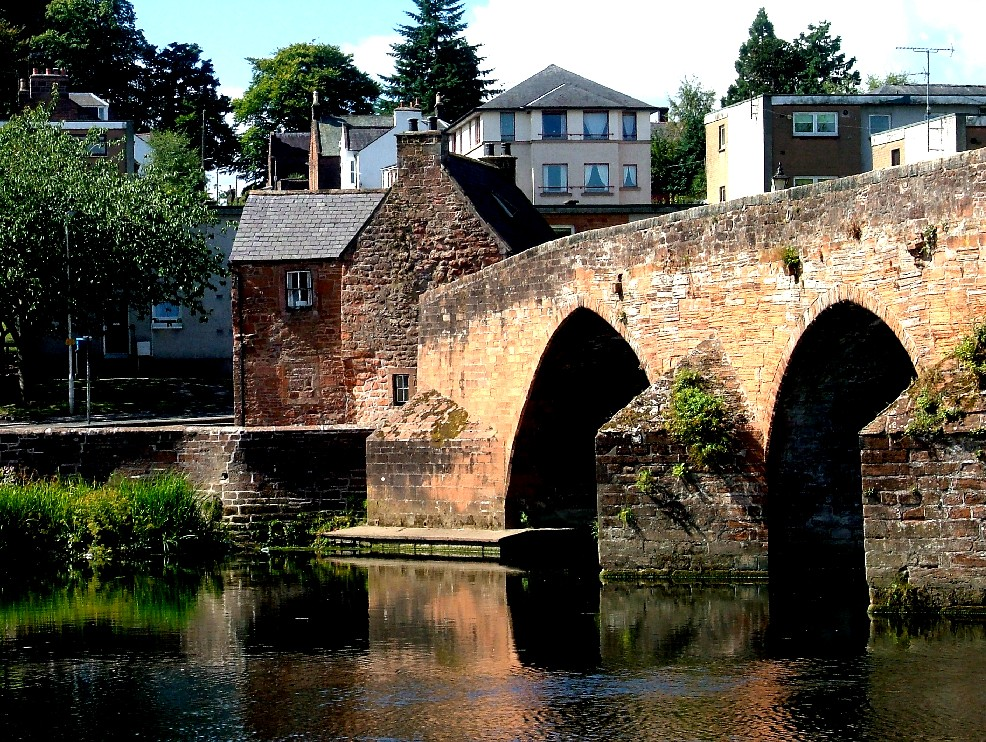
Ponte Devorgilla em Dumfries, Escócia, uma das cidades irmãs de Annapolis.

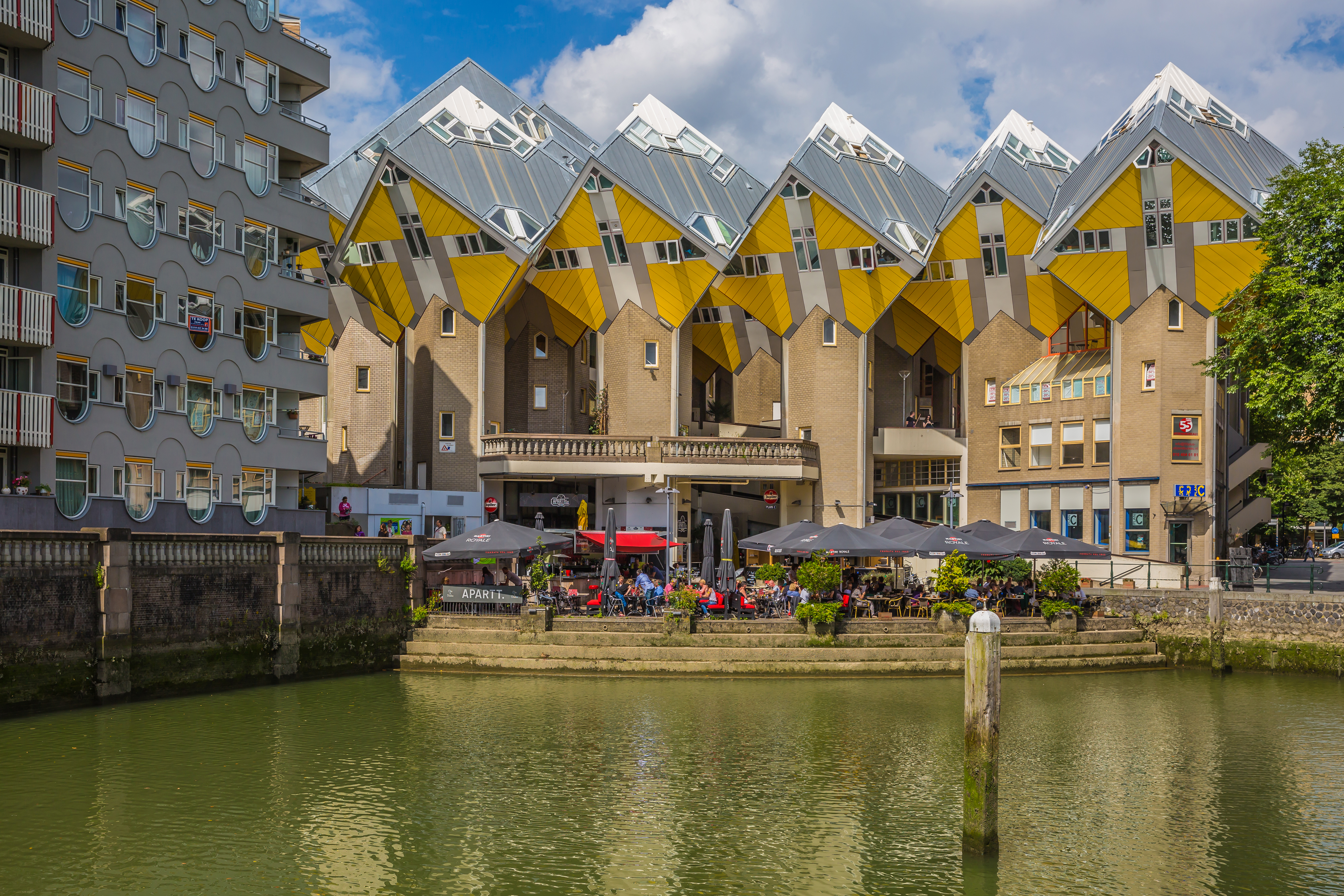
Arquitetura única em Rotterdam, a cidade irmã de Baltimore nos Países Baixos.

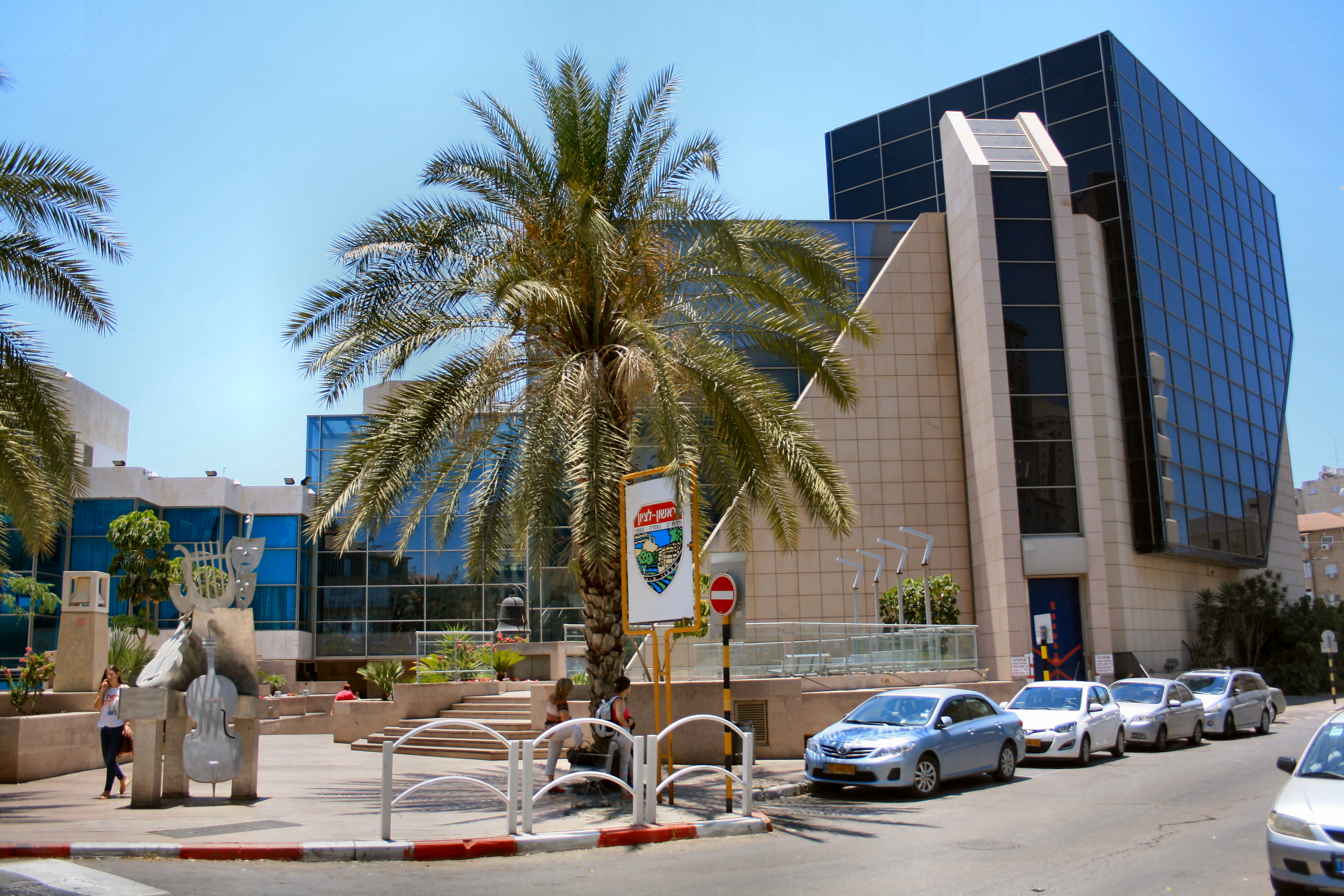
Rishon LeZion na faixa costeira central de Israel, cidade irmã do Condado de Prince George's.

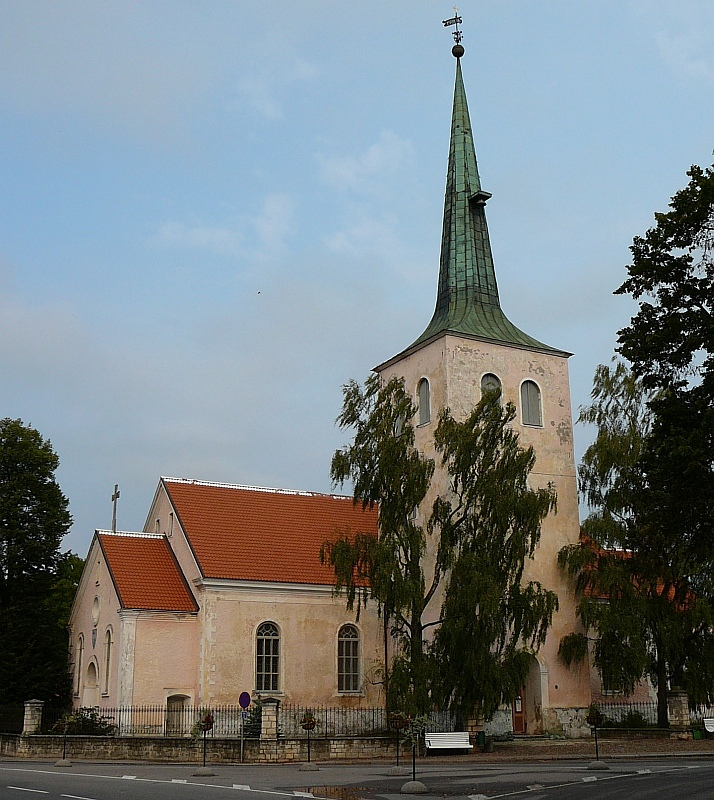
Uma igreja em Paide, Estônia, cidade irmã de Westminster, Maryland.

| Jurisdição de Maryland     | Estado, região ou cidade irmã               | País           | Bandeira             | Desde |
| -------------------------- | ------------------------------------------- | -------------- | -------------------- | ----- |
| Annapolis                  | Annapolis Royal, Nova Escócia               | Canadá         | Canadá               | 1980  |
| Annapolis                  | Dumfries, Dumfries and Galloway             | Reino Unido    | Reino Unido          | 1987  |
| Annapolis                  | Karlskrona, Condado de Blecíngia            | Suécia         | Suécia               | 1994  |
| Annapolis                  | Newport, País de Gales                      | Reino Unido    | Reino Unido          | 1982  |
| Annapolis                  | Niterói                                     | Brasil         | Brasil               | 2017  |
| Annapolis                  | Redwood City, Califórnia                    | Estados Unidos | Estados Unidos       | 1976  |
| Annapolis                  | Tallinn, Condado de Harju                   | Estônia        | Estónia              | 1999  |
| Annapolis                  | Wexford, Condado de Wexford                 | Irlanda        | República da Irlanda | 1993  |
| Baltimore                  | Alexandria, Província de Alexandria         | Egito          | Egito                | 1995  |
| Baltimore                  | Ascalão, Distrito Sul                       | Israel         | Israel               | 2005  |
| Baltimore                  | Bremerhaven                                 | Alemanha       | Alemanha             | 2007  |
| Baltimore                  | Gbarnga, Condado de Bong                    | Libéria        | Libéria              | 1973  |
| Baltimore                  | Gênova, Liguria                             | Itália         | Itália               | 1985  |
| Baltimore                  | Kawasaki, Prefeitura de Kanagawa            | Japão          | Japão                | 1978  |
| Baltimore                  | Luxor, Província de Luxor                   | Egito          | Egito                | 1981  |
| Baltimore                  | Odessa, Óblast de Odessa                    | Ucrânia        | Ucrânia              | 1974  |
| Baltimore                  | Pireu, Prefeitura de Pireu                  | Grécia         | Grécia               | 1982  |
| Baltimore                  | Rotterdam, Holanda do Sul                   | Países Baixos  | Países Baixos        | 1985  |
| Baltimore                  | Xiamen, Fujian                              | China          | China                | 1985  |
| Columbia                   | Cergy-Pontoise, Ile-de-France               | França         | França               | 1977  |
| Columbia                   | Tres Cantos, Comunidade autônoma de Madrid  | Espanha        | Espanha              | 1990  |
| Cumberland                 | Tapa, Condado de Lääne-Viru                 | Estônia        | Estónia              | 2000  |
| Frederick                  | Aquiraz, Ceará                              | Brasil         | Brasil               | 2006  |
| Frederick                  | Mörzheim, Renânia-Palatinado                | Alemanha       | Alemanha             | 1982  |
| Frederick                  | Schifferstadt, Renânia-Palatinado           | Alemanha       | Alemanha             | 1982  |
| Frostburg                  | Viljandi, Condado de Viljandi               | Estônia        | Estónia              | 2000  |
| Grantsville                | Tõrva, Condado de Valga                     | Estônia        | Estónia              | 2000  |
| Hagerstown                 | Wesel, Renânia do Norte-Vestfália           | Alemanha       | Alemanha             | 1952  |
| Havre de Grace             | Sillamäe, Condado de Ida-Viru               | Estônia        | Estónia              | 2000  |
| McHenry                    | Otepää, Condado de Valga                    | Estônia        | Estónia              | 2000  |
| Oakland                    | Valga, Condado de Valga                     | Estônia        | Estónia              | 2000  |
| Ocean City                 | Finale Ligure, Liguria                      | Itália         | Itália               | 1996  |
| Ocean City                 | Pärnu, Condado de Pärnu                     | Estônia        | Estónia              | 2003  |
| Condado de Prince George's | Rishon LeZion, Distrito Central             | Israel         | Israel               | 1990  |
| Condado de Prince George's | Nação Royal Bafokeng, Província do Noroeste | África do Sul  | África do Sul        | 1998  |
| Condado de Prince George's | Ziguinchor, Casamança                       | Senegal        | Senegal              | 1987  |
| Rockville                  | Pinneberg, Schleswig-Holstein               | Alemanha       | Alemanha             | 1957  |
| Salisbury                  | Salisbury, Wiltshire                        | Reino Unido    | Reino Unido          | 1932  |
| Salisbury                  | Tartu, Condado de Tartu                     | Estônia        | Estónia              | 1999  |
| Westminster                | Paide, Condado de Järva                     | Estônia        | Estónia              | 2002  |